# Female Pleasure
Pour plus de détails, voir Fiche technique et Distribution.
#Female Pleasure est un film documentaire suisse-allemand réalisé par la réalisatrice suisse Barbara Miller, sorti en 2018. Le film montre la façon dont la sexualité féminine est traitée au XXIe siècle dans divers pays du monde.

## Synopsis
Le film se voit comme un plaidoyer pour la libération de la sexualité féminine dans des relations sensuelles et égalitaires entre les sexes au XXIe siècle. Il accompagne cinq jeunes femmes d'origines culturelles différentes qui s'opposent à la répression de la sexualité féminine dans leurs communautés culturelles et religieuses. Le film révèle des similitudes entre les différentes protagonistes et montre leur lutte pour une sexualité auto-déterminée. De plus, il remet en question les structures patriarcales et la pornographie ubiquitaire contemporaine.

## Fiche technique
Sauf indication contraire, les informations mentionnées dans cette section peuvent être confirmées par la base de données cinématographiques IMDb,  présente dans la section « Liens externes ».
- Titre original : #Female Pleasure (littéralement « Plaisir féminin »)
- Réalisation : Barbara Miller
- Musique : Peter Scherer
- Montage : Isabel Meier
- Photographie : Anne Misselwitz, Gabriela Betschart, Akiba Jiro
- Production: Philip Delaquis
  - Production exécutive : Ellen Ringier, Roswitha Schild, Walter Kamm et Melanie Winiger[2]
- Sociétés de production : Mons Veneris Films, Das Kollektiv für audiovisuelle Werke, Indi Film
  - Sociétés de co-production : SRG SSR, Arte, Teleclub AG
- Société de distribution : Juste Doc (France)
- Pays d'origine :  Suisse et  Allemagne
- Langues originales : allemand, anglais, français et japonais
- Genre : documentaire
- Durée : 97 min
- Dates de sortie :
  - Suisse : 5 août 2018 avant-première mondiale au Festival international du film de Locarno dans le cadre de la Semaine de la Critique[3] ; 15 novembre 2018 (sortie en Suisse alémanique) ; 13 mars 2019 (sortie en Suisse romande)
  - Allemagne : 8 novembre 2018
  - Autriche : 16 novembre 2018
  - Lituanie : 21 mars 2019 (Festival international du film de Vilnius)
  - France : 1er mai 2019
  - Canada : 26 avril 2019 (Festival international canadien du documentaire Hot Docs)

## Distribution
Intervenantes :
- Deborah Feldman
- Leyla Hussein
- Rokudenashiko
- Doris Wagner
- Vithika Yadav (en)

## Accueil

### Festivals et sorties
Après avoir été présenté au festival de Locarno dans le cadre de la Semaine de la Critique, #Female Pleasure sort le 8 novembre 2018 en Allemagne, le 15 novembre 2018 en Suisse allemande et le 16 novembre 2018 en Autriche. En Allemagne, le film connaît un grand succès avec environ 50 000 entrées En Suisse, le film est le plus grand succès de tous les films documentaires suisses sortis en salle en 2018. Dans la région francophone, le film sort le 13 mars 2019 (Suisse romande), suivi par la sortie en France le 3 avril 2019 (distribué par Juste Doc). La première en Amérique du Nord est le 26 avril 2019 au Festival international canadien du documentaire Hot Docs.

### Accueil critique
Le film reçoit une note moyenne de 3 sur AlloCiné.
Les critiques de cinéma confèrent au film une actualité sociétale et le considèrent comme une contribution au débat #MeToo et #balanceTonPorc. Ainsi, Denise Bucher écrit au journal NZZ am Sonntag : « Gageons que celles et ceux qui se plaignent d’être harcelés par des jérémiades de féministes, le débat MeToo et les éternelles discussions autour de l’égalité des sexes, comprennent enfin, grâce à des films comme #Female Pleasure, pourquoi on ne peut pas faire autrement, pourquoi il faut se battre contre cette culture de l’oppression. (...) La réalisatrice Barbara Miller montre dans ce film les liens, partout dans le monde, entre discrimination, misogynie, violence sexuelle et structures patriarcales légitimées par des écritures saintes qu’elles soient chrétiennes, juives, musulmanes, bouddhistes ou hindoues ».
Point de vue complété par Dieter Oßwald dans le magazine de cinéma Programmkino : « Loin de Hollywood, l’oppression globale par les religions dont sont victimes les femmes est bien plus grave. […] Dans cette structure de société à deux classes pour les hommes et les femmes, la ressemblance entre les fondamentalistes de l’Islam, du Judaïsme ou l’Église catholique a de quoi faire peur. Les histoires de ces cinq protagonistes sont révoltantes – et encourageantes à la fois : car ces héroïnes ne renoncent pas à leur droit à l’autodétermination sans combattre. Un des documentaires importants de cette année cinématographique qui devrait susciter un intérêt certain auprès du public – comme nous avons pu l’observer au Festival de Locarno ».
Annette Scharnberg, dans son article sur SRF online, souligne l’universalité du thème : « La réalisatrice Barbara Miller, dans ses voyages partout dans le monde, a sans cesse rencontré la même problématique : le tabou de la sexualité féminine et la négation du corps féminin. (…) #Female Pleasure est un film important – pour l’image qu’ont les femmes d’elles-mêmes et pour le dialogue entre les hommes et les femmes. Barbara Miller réussit à façonner un message très clair avec les cinq exemples qu’elle a choisis : chaque femme dans ce film a un lien avec les autres et en définitive avec nous toutes. Chaque femme dans ce film se bat pour ses droits et ainsi pour nos droits à toutes ».
La journaliste Nadia Nasser à la télévision allemande ZDF considère le film comme un réquisitoire fort contre les rôles de genre ankylosés et comme l’un des documentaires les plus importants de 2018. Le vrai thème, selon elle, n’est pas le plaisir ou la sexualité, mais les droits humains. Le film incite à la réflexion et fait découvrir un monde plein de violence, de honte, de tabous – le monde qui constitue le quotidien de nombreuses femmes en ce qui concerne leur corps.

## Distinctions

### Récompenses
- Prix « Premio Zonta Club Locarno », Semaine de la Critique, Festival de Locarno 2018[13]
- Prix spécial du Jury Interreligieux DOK Leipzig 2018[14]
- Amnesty International Award – Human Right Section 2019, Thessaloniki Documentary Festival[15]
- WIFT AWARD 2019, Thessaloniki Documentary Festival[15]
- Romy pour le meilleur documentaire de cinéma 2019, Autriche[16]

### Nominations
- Prix du cinéma suisse 2019 :
  - Meilleur documentaire[17]
  - Meilleur montage[17]
  - Meilleure musique de film[17]
- Cinema for Peace Berlinale 2019 : The Women's Empowerment Award[18]